# Концерн
Концерни настају удруживањем већег броја фирми или предузећа, обично исте привредне гране, као што су аутомобилска или електроиндустријска, хемијска, прехрамбена и друге индустрије, разне производне, трговачке или услужне делатности.
Први концерни су настали окупљањем одређеног броја фирми око једне фирме и њеног власника, чије име обично и носи концерн. У сарадњи са банкама, које такође постају чланице концерна, и личним капиталом откупљују деонице независних фирми које их занимају и преузимају надзор над њиховим пословањем док им се потпуно не прикључе или постану чланице концерна.
Циљ је пословања концерна, као и сваке друге фирме, остваривање добити, а сврха је удруживања постизање бољег тржишног положаја него што га имају конкуренти. На тај начин концерни решавају и проблеме набаве сировина, енергије, репроматеријала и других ресурса за своје производне процесе и пласман својих производа. Тако производи једног дела концерна постају сировине или репроматеријал за друге његове делове.
У концерн се фирме удружују и ради пласмана готових заједничких производа крајњим потрошачима или купцима.

## Појам концерна
Концерн (немачки : Konzern) је немачки тип пословне групе . Настаје спајањем неколико правно независних компанија економских ентитета под јединственом управом. Ове повезане компаније називамо „група“ компанија.
Група се састоји од матичног предузећа и једног или више зависних предузећа . Посебан облик организовања група су и Холдинг организације .
Концерн чине предузећа која имају јединствену , тј. заједничку управу. Јединствена управа може да значи:
- Концерн има право да наређује свим чланицама концерна
- Чланице концерна усклађују пословну политику и решавају релевантна питања, а управа концерна нема право да наређује чланицама концерна

## Правно одређење термина - Група
Немачки Закон о акционарским друштвима дефинише групу на следећи начин: „Ако један доминантан и један или више зависних предузећа под јединственим руководством владајуће компаније делују заједно, они чине групу и појединачна предузећа су повезана предузећа“ (Члан 18). 

## Како настаје концерн?
Једно друштво (владајуће) на основу учешћа у капиталу других друштава (зависних) стиче право контроле над њима. Владајуће друштво врши не само контролу, већ обавља и одређену привредну делатност. 

## Чист концерн
Инкорпорисањем једног друштва у друго настаје чист концерн. Инкорпорисано друштво задржава правни субјективитет, а владајуће друштво стиче неограничено право управљања инкорпорисаним друштвом. 

## Уговорни концерн
- Једно друштво се уговором потчињава управи другог друштва или се друштва која су независна стављају под јединствену управу - уговор о доминацији или владању
- Једно друштво се уговором обавезује да свој укупни добитак пренесе на друго друштво - уговор о дознаци или преносу добитка
- Једно друштво се уговором обавезује да део свог добитка (или добитка свог предузећа) исплати, у целости или делимично, другом друштву - уговор о делимичној исплати добитка (удруживање добитка, укупног или дела добитка, са добитком другог друштва врши се ради поделе заједничког добитка)
- Једно друштво уступа или даје у закуп неки свој део другом друштву - уговор о уступању или закупу